# Selenaspora batava
Selenaspora batava är en svampart som beskrevs av R. Heim & Le Gal 1936. Selenaspora batava ingår i släktet Selenaspora och familjen Sarcosomataceae.   Inga underarter finns listade i Catalogue of Life.